# Bündel von Sechsen
Bündel von Sechsen war ein Stückmaß bei den Nadlern, den Nadelherstellern.
- 1 Pack (Nadeln) = 6 Päckchen mit je 1000 Nadeln = 6000 Stück